# Svinaře
Svinaře település Csehországban, a Berouni járásban. Svinaře Skuhrov, Zadní Třebaň, Dobříš, Řevnice és Liteň településekkel határos. Lakosainak száma 947 fő (2024. január 1.).

## Népesség
A település lakosságának változását az alábbi diagram mutatja:
| Lakosok száma | 954  | 811  | 756  | 589  | 387  | 276  | 702  | 783  | 857  | 947  |
|               | 1869 | 1890 | 1921 | 1950 | 1980 | 2001 | 2017 | 2019 | 2022 | 2024 |